# Serie A 1952/1953
Soutěžní ročník Serie A 1952/1953 byl 51. ročník nejvyšší italské fotbalové ligy a 21. ročník pod názvem Serie A. Konal se od 14. září 1952 do 31. května 1953 a skončila vítězstvím Interu, který vyhrál po 13 letech již šestý titul.
Nejlepším střelcem se stal již potřetí švédský fotbalista Gunnar Nordahl (Milán), který vstřelil v sezoně 26 branek.

## Události

### Před sezonou
Kvůli reorganizaci soutěží se hrálo nově s 18 kluby a proto so 2. ligy sestoupili tři kluby: Lucchese, Padova a Legnano a místo nich se po roce vrátil jen Řím.
Obhájci titulu z Juventusu se posílilo o Carapelleseho (Turín), který nahradil Bizzotta (SPAL) a Caprileho (Lazio). Vedení Interu se rozhodlo vyměnit trenéra a přivedlo Foniho, který byl zastáncem Catenaccia. Do klubu přišel Brighenti (Modena), Nesti (SPAL) a Mazza (Legnano). Městský rival Milán opustil po 11 letech kapitán Bonomi (Brescia), také Grosso (Řím) a Menegotti (Udinese). Do Neapolu přišel za 105 milionů lir Jeppson (Atalanta). Po 16 letech hraní ukončil kariéru Olympijský vítěz z roku 1936 a mistra světa z roku 1938 Pietro Rava (naposledy Novara).
Další změny byli: Knut Nordahl (Řím → Norrköping), Egisto Pandolfini (Fiorentina → Řím), Armando Segato (Prato → Fiorentina), Lefter Kücükandonyadis (Fiorentina → Nice), Čestmír Vycpálek (Palermo → Parma), Per Bredesen (Ørn Horten → Lazio), Guido Gratton (Vicenza → Como), Poul Rasmussen (Skovshoved  → Atalanta).

### Během sezony
Nováček ligy Řím byl do 6. kola ve vedení, ale potom se rozjel Inter a nikdo jej do konce sezony nezastavil, i když měl 22. a 27. kole krizi (jen 3 body). Na 2 místě skončil obhájce titulu Juventus o dva body a třetí Milán ztratil pět bodů. Inter tak vyhrál po 13 letech svůj šestý titul.
V zóně sestupu se rozhodovalo v předposledním kole. Prvním jasným sestupujícím byl Pro Patria (po 6 letech sestoupil) a poté se přidalo Como (po 4 letech).

## Účastníci
| Klub       | Město         | Stadion                    | Trenér | Nejlepší střelec                           |
| ---------- | ------------- | -------------------------- | --- | ------------------------------------------ |
| Atalanta   | Bergamo       | Stadio Comunale            | Luigi Ferrero | Poul Rasmussen (19)                        |
| Boloňa     | Boloňa        | Stadio Comunale            | Giuseppe Viani | Giancarlo Bacci (18)                       |
| Como       | Como          | Stadio Giuseppe Sinigaglia | Róbert Winkler (1.–17. kolo) Luigi Bonizzoni                                                                                    | Giuseppe Baldini, Vittorio Ghiandi (6)     |
| Fiorentina | Florencie     | Stadio Comunale            | Renzo Magli (1.–17. kolo) Fulvio Bernardini                                                                                     | Amos Mariani (6)                           |
| Inter      | Milán         | Stadio San Siro            | Alfredo Foni | István Nyers (15)                          |
| Juventus   | Turín         | Stadio Comunale di Torino  | György Sárosi | John Hansen (22)                           |
| Lazio      | Řím           | Stadio Nazionale           | Giuseppe Bigogno (1.–25. kolo) Alfredo Notti                                                                                    | Paolo Bettolini, Ragnar Nikolay Larsen (7) |
| Milán      | Milán         | Stadio San Siro            | Mario Sperone + Antonio Busini                                                                                                  | Gunnar Nordahl (26)                        |
| Neapol     | Neapol        | Stadio della Liberazione   | Eraldo Monzeglio | Hasse Jeppson, Giancarlo Vitali (14)       |
| Novara     | Novara        | Stadio Comunale            | Giovanni Varglien (1.–12. kolo) Imre Senkey                                                                                     | Marco Savioni (13)                         |
| Palermo    | Turín         | Stadio La Favorita         | Luigi Bonizzoni (1.–16. kolo) József Bánás (17. kolo) Giovanni Varglien                                                         | Enrique Martegani, Lorenzo Bettini (8)     |
| Pro Patria | Busto Arsizio | Stadio Comunale            | Cesare Pellegatta | Quinto Bertoloni (13)                      |
| Řím        | Řím           | Stadio Nazionale           | Mario Varglien | Carlo Galli (14)                           |
| Sampdoria  | Janov         | Stadio Luigi Ferraris      | Gipo Poggi (1.–8. kolo) Ivo Fiorentini                                                                                          | Oliviero Conti (7)                         |
| SPAL       | Ferrara       | Stadio Comunale            | Antonio Janni | Sergio Sega (10)                           |
| Turín      | Turín         | Stadio Filadelfia          | Oberdan Ussello + Roberto Copernico (1.–6. kolo) Oberdan Ussello + Giulio Cappelli (7.–14. kolo) Oberdan Ussello + Jesse Carver | Andrea Marzani (9)                         |
| Triestina  | Terst         | Stadio Comunale            | Mario Perazzolo | José Curti (9)                             |
| Udinese    | Udine         | Stadio Moretti             | Aldo Olivieri | Silvano Moro (9)                           |

## Tabulka
| Poř. | Tým        | Z  | V  | R  | P  | VG | OG | B  |
| ---- | ---------- | -- | -- | -- | -- | -- | -- | -- |
| 1.   | Inter      | 34 | 19 | 9  | 6  | 46 | 24 | 47 |
| 2.   | Juventus   | 34 | 18 | 9  | 7  | 73 | 40 | 45 |
| 3.   | Milán      | 34 | 17 | 9  | 8  | 64 | 34 | 43 |
| 4.   | Neapol     | 34 | 15 | 11 | 8  | 53 | 43 | 41 |
| 5.   | Boloňa     | 34 | 16 | 7  | 11 | 52 | 43 | 39 |
| 6.   | AS Řím     | 34 | 13 | 10 | 11 | 50 | 44 | 36 |
| 7.   | Fiorentina | 34 | 11 | 11 | 12 | 31 | 47 | 33 |
| 8.   | SPAL       | 34 | 8  | 16 | 10 | 40 | 37 | 32 |
| 9.   | Atalanta   | 34 | 10 | 12 | 12 | 52 | 53 | 32 |
| 10.  | Turín      | 34 | 11 | 9  | 14 | 47 | 50 | 31 |
| 11.  | Lazio      | 34 | 12 | 7  | 15 | 38 | 44 | 31 |
| 12.  | Sampdoria  | 34 | 9  | 13 | 12 | 37 | 43 | 31 |
| 13.  | Novara     | 34 | 11 | 9  | 14 | 43 | 52 | 31 |
| 14.  | Udinese    | 34 | 10 | 11 | 13 | 42 | 55 | 31 |
| 15.  | Triestina  | 34 | 10 | 10 | 14 | 47 | 54 | 30 |
| 16.  | Palermo    | 34 | 10 | 10 | 14 | 43 | 56 | 30 |
| 17.  | Como       | 34 | 11 | 5  | 18 | 32 | 44 | 27 |
| 18.  | Pro Patria | 34 | 7  | 8  | 19 | 40 | 67 | 22 |

Poznámky
- Z = Odehrané zápasy; V = Vítězství; R = Remízy; P = Prohry; VG = Vstřelené góly; OG = Obdržené góly; B = Body
- za výhru 2 body, za remízu 1 bod, za prohru 0 bodů.
- při rovnosti bodů rozhodovalo skóre.

|  | Mistr ligy               |
|  | Účast v Latinském poháru |
|  | Sestup do Serie B        |

## Statistiky

### Výsledková tabulka
|            | Atalanta | Boloňa | Como | Fiorentina | Inter | Juventus | Lazio | Milán | Neapol | Novara | Palermo | Pro Patria | Řím | Sampdoria | SPAL | Turín | Triestina | Udinese |
| ---------- | -------- | ------ | ---- | ---------- | ----- | -------- | ----- | ----- | ------ | ------ | ------- | ---------- | --- | --------- | ---- | ----- | --------- | ------- |
| Atalanta   | –        | 2:0    | 1:1  | 1:2        | 0:1   | 1:5      | 0:0   | 1:1   | 1:1    | 1:0    | 0:0     | 3:2        | 1:5 | 4:0       | 0:1  | 1:3   | 5:2       | 5:0     |
| Boloňa     | 3:1      | –      | 1:0  | 2:1        | 2:0   | 1:0      | 1:1   | 2:0   | 1:3    | 1:0    | 5:2     | 4:1        | 0:1 | 2:0       | 2:1  | 2:2   | 0:1       | 3:1     |
| Como       | 2:1      | 1:0    | –    | 2:1        | 0:1   | 0:1      | 0:1   | 3:1   | 2:1    | 0:0    | 3:1     | 4:1        | 2:1 | 1:0       | 1:0  | 0:1   | 2:0       | 0:0     |
| Fiorentina | 1:1      | 1:1    | 2:0  | –          | 1:0   | 1:2      | 0:0   | 0:3   | 2:1    | 1:0    | 0:2     | 2:2        | 2:0 | 2:2       | 1:1  | 0:2   | 2:0       | 1:0     |
| Inter      | 1:0      | 2:1    | 3:1  | 3:0        | –     | 2:0      | 1:1   | 0:0   | 5:1    | 0:1    | 3:0     | 2:1        | 1:0 | 2:1       | 1:1  | 1:3   | 1:0       | 0:0     |
| Juventus   | 1:1      | 1:2    | 2:1  | 8:0        | 2:1   | –        | 5:0   | 0:3   | 1:1    | 1:1    | 2:1     | 2:0        | 3:2 | 3:0       | 2:2  | 4:1   | 3:2       | 4:0     |
| Lazio      | 0:2      | 1:2    | 2:0  | 0:1        | 1:1   | 0:1      | –     | 0:0   | 2:1    | 1:3    | 2:0     | 3:1        | 1:0 | 0:1       | 3:1  | 2:1   | 4:1       | 1:2     |
| Milán      | 5:1      | 1:1    | 4:2  | 2:1        | 0:1   | 1:2      | 3:1   | –     | 2:2    | 2:0    | 5:0     | 4:0        | 4:1 | 2:1       | 1:0  | 5:1   | 4:1       | 0:0     |
| Neapol     | 2:0      | 4:1    | 1:0  | 0:0        | 0:1   | 3:2      | 3:0   | 4:2   | –      | 2:3    | 0:0     | 1:0        | 0:0 | 2:1       | 1:0  | 3:0   | 1:1       | 4:2     |
| Novara     | 1:1      | 2:2    | 2:1  | 1:2        | 1:2   | 0:6      | 2:2   | 2:1   | 0:1    | –      | 3:4     | 2:2        | 3:1 | 2:0       | 0:0  | 2:0   | 1:0       | 3:1     |
| Palermo    | 4:2      | 4:1    | 2:0  | 0:0        | 0:3   | 1:1      | 3:1   | 0:1   | 0:0    | 2:1    | –       | 2:0        | 1:1 | 3:0       | 2:2  | 1:1   | 0:0       | 3:2     |
| Pro Patria | 0:3      | 3:0    | 2:0  | 0:0        | 2:2   | 3:3      | 1:0   | 0:1   | 1:1    | 2:3    | 2:1     | –          | 0:1 | 0:1       | 2:0  | 3:0   | 3:2       | 2:3     |
| Řím        | 2:2      | 2:1    | 3:0  | 1:0        | 1:3   | 3:0      | 0:2   | 2:1   | 5:2    | 4:1    | 1:0     | 0:0        | –   | 0:0       | 0:0  | 2:1   | 2:2       | 2:2     |
| Sampdoria  | 0:0      | 1:1    | 1:1  | 4:0        | 2:0   | 1:1      | 1:2   | 2:1   | 0:0    | 1:1    | 4:1     | 1:0        | 2:2 | –         | 2:2  | 1:0   | 3:1       | 1:1     |
| SPAL       | 2:2      | 1:4    | 0:0  | 1:1        | 0:1   | 2:2      | 1:0   | 1:1   | 4:1    | 0:0    | 4:0     | 4:0        | 2:1 | 0:0       | –    | 1:1   | 2:0       | 3:0     |
| Turín      | 2:3      | 1:1    | 2:1  | 4:1        | 1:1   | 0:1      | 2:0   | 1:1   | 1:2    | 4:1    | 3:1     | 1:1        | 0:0 | 2:0       | 1:1  | –     | 5:0       | 0:3     |
| Triestina  | 2:2      | 1:0    | 4:1  | 1:1        | 0:0   | 2:1      | 3:0   | 1:1   | 2:3    | 2:0    | 2:1     | 4:0        | 2:3 | 1:1       | 2:0  | 3:0   | –         | 1:1     |
| Udinese    | 1:3      | 0:2    | 1:0  | 0:1        | 0:0   | 1:1      | 0:4   | 0:1   | 1:1    | 2:1    | 1:1     | 7:3        | 3:1 | 3:2       | 2:0  | 1:0   | 1:1       | –       |

### Střelecká listina
| Pořadí | Jméno            | Klub       | Branky |
| ------ | ---------------- | ---------- | ------ |
| 1.     | Gunnar Nordahl   | Milán      | 26     |
| 2.     | John Hansen      | Juventus   | 22     |
| 3.     | Poul Rasmussen   | Atalanta   | 19     |
| 4.     | Pasquale Vivolo  | Juventus   | 16     |
| 5.     | István Nyers     | Inter      | 15     |
| 6.     | Carlo Galli      | Řím        | 14     |
| 6.     | Hasse Jeppson    | Neapol     | 14     |
| 6.     | Giancarlo Vitali | Neapol     | 14     |
| 9.     | Renzo Burini     | Milán      | 13     |
| 9.     | Quinto Bertoloni | Pro Patria | 13     |
| 9.     | Marco Savioni    | Novara     | 13     |

## Vítěz
| Serie A Vítěz pro rok 1952/53 |
| ----------------------------- |
| FC Inter Milán                |
|                               |